# La Mort du grand-père ou Le Sommeil du juste
Pour plus de détails, voir Fiche technique et Distribution.
La Mort du grand-père ou Le Sommeil du juste est un film suisse réalisé par Jacqueline Veuve et sorti en 1978.

## Synopsis
Racontées par ses cinq filles, la vie et la disparition d'un homme né dans le Jura vaudois en 1863, mort à Lucens en 1954, dont l'existence a été consacrée au travail.

## Fiche technique
- Titre : La Mort du grand-père ou Le Sommeil du juste
- Réalisation : Jacqueline Veuve
- Scénario : Jacqueline Veuve
- Photographie : Willy Rohrbach
- Son : Pierre-André Luthy
- Montage :  Edwige Ochsenbein
- Société de production : Aquarius Film Production
- Pays de production :  Suisse
- Genre : documentaire
- Durée : 87 minutes
- Dates de sortie : 
  - Suisse : août 1978 (Festival de Locarno)
  - France : 3 août 1978

## Sélection
- Festival international du film de Locarno 1978[1],[2]
- Cinéma du réel 1979[3]

## Publication
- Jacqueline Veuve, La Mort du grand-père, préface de Bertil Galland, Cinémathèque suisse, 1983[4]